# 第九管区海上保安本部
第九管区海上保安本部（だいきゅうかんくかいじょうほあんほんぶ）は、新潟県新潟市に本部を置く海上保安庁の管区海上保安本部の一つである。主に東北地方南部から北陸地方にかけての日本海沿岸、ならびに新潟県、富山県、石川県、長野県（内陸県）を管轄区域とする。
略称は九管（九管本部と称呼することもある）、英語表記は9th Regional Coast Guard Headquarters。本部は新潟県新潟市中央区美咲町一丁目の新潟美咲合同庁舎2号館にあり、下部組織として4つの海上保安部、4つの海上保安署・分室、航空基地1か所を有する。

## 特徴
第九管区の管轄は、沿岸部に限れば新潟・富山・石川の3県のみであるが、東北地方の沖合も活動水域になっており、朝鮮民主主義人民共和国（以下北朝鮮と記述）と国境海域を接する治安の最前線である。そのため、工作船対処用の最新鋭巡視船が配備されパトロールに当たっており、管区外の酒田港や秋田港の岸壁に第九管区の巡視船が停泊していることがある。管内ではかつて北朝鮮工作員による数多くの拉致事件が起こり、能登半島沖不審船事件も発生した。
近年では、韓国の不法漁民によるあなご密漁による漁業被害や、排他的経済水域（EEZ）の大和堆周辺で北朝鮮漁船による違法操業などに対する漁業監視 が主な任務となっている。また、管轄区域沿岸の志賀原子力発電所や柏崎刈羽原子力発電所周辺海域の警備も行っている。

## 沿革
以下、自治体の名称は当時のもので記載している。
- 1948年
  - 4月27日：海上保安庁法公布。
  - 5月1日：海上保安庁法施行、海上保安庁設立。新潟海上保安本部および伏木海上保安署を設置[4]。
- 1950年6月1日 - 第九管区海上保安本部に改組。新潟・伏木・七尾の各海上保安部と、夷警備救難署（新潟県佐渡郡両津町）を設置[4]。
- 1951年
  - 6月28日：夷警備救難署を両津警備救難署に改組、福浦警備救難署（石川県羽咋郡福浦村）[5]を開設[4]。
  - 12月25日：小木分室（石川県珠洲郡小木町）を開設[4][6]。
- 1953年4月9日：生地分室（富山県下新川郡生地町）[5]を開設（翌年11月29日に廃止）[4]。
- 1954年7月1日：新潟空港内に新潟航空基地を開設（小型ヘリコプター1機）[7]。
- 1955年8月10日：両津警備救難署を両津海上保安署、福浦警備救難署を福浦海上保安署にそれぞれ改組[4]。
- 1964年6月10日：直江津海上保安署（新潟県直江津市）を開設[4]。
- 1965年4月1日：富山分室（富山県富山市）を開設[4]。
- 1971年
  - 4月1日：金沢分室（石川県金沢市）を開設。
  - 4月16日：金沢分室を金沢海上保安署、福浦海上保安署を福浦分室に改組[4]。
- 1984年7月：第36八千代丸（石川県）が北朝鮮の警備艇により銃撃・拿捕される。
- 1990年
  - 2月28日：ヘリコプター搭載型巡視船「えちご」就役[4]。
  - 6月8日：金沢海上保安署を金沢海上保安部に改組、福浦分室を廃止[4]。
- 1997年1月2日：日本海沿岸でナホトカ号重油流出事故発生。石川県を担当する九管も回収作業にあたる。
- 1999年3月23日：能登半島沖不審船事件発生。
- 2003年3月16日：対工作船用高速特殊警備船PS203「のりくら」就役。
- 2004年4月1日：小木分室を小木海上保安署に改組[6]。
- 2005年4月1日：両津海上保安署を佐渡海上保安署[8]、直江津海上保安署を上越海上保安署にそれぞれ改組。
- 2006年
  - 4月1日：小木海上保安署を能登海上保安署に改組[6]。
  - 4月12日：対工作船用高速高機能大型巡視船PL43「はくさん」就役。
  - 4月18日：対工作船用ヘリ甲板付高速高機能大型巡視船PL51「ひだ」就役。
  - 10月13日：北朝鮮籍の船舶全面入港禁止措置に伴い、北朝鮮船舶入港禁止等対策本部を設置。柏崎刈羽原子力発電所などの警備を強化。
- 2011年9月13日：能登半島沖で脱北者9人を保護[9]。
- 2012年6月18日：本部庁舎を新潟市中央区美咲町地内、新潟美咲合同庁舎2号館へ移転。
- 2024年
  - 1月6日：能登半島地震で能登海上保安署の庁舎が被災。建物が傾き倒壊の恐れがあることから、七尾海上保安部に移転[10]。
  - 12月16日：能登海上保安署が能登町の仮事務所で業務を再開[10][11]。

## 組織
- 新潟海上保安部（新潟県新潟市中央区：新潟美咲合同庁舎2号館）
  - 佐渡海上保安署（新潟県佐渡市）
  - 上越海上保安署（新潟県上越市：直江津港湾合同庁舎）
- 伏木海上保安部（富山県高岡市：伏木港湾合同庁舎）
  - 富山分室（富山県富山市：富山港湾合同庁舎）
- 金沢海上保安部（石川県金沢市：金沢港湾合同庁舎）
- 七尾海上保安部（石川県七尾市：七尾港湾合同庁舎）
  - 能登海上保安署（石川県鳳珠郡能登町）※令和6年能登半島地震により庁舎が被災し、七尾海上保安部へ一時移転していたが[12]、現在は能都町の仮事務所で業務を再開している[10]。
- 新潟航空基地（新潟県新潟市東区：新潟空港）

## 主な保有船艇・航空機

### 巡視船・巡視艇
九管は計16隻の巡視船艇を保有している。

#### 新潟海上保安部
- PLH08 えちご：ヘリ一機搭載型巡視船 3,200トン（搭載機：MH916 みさご）
- PL51 ひだ：ヘリ甲板付高速高機能大型巡視船 1,800トン
- PL76 さど[1][2][13]：1000トン型巡視船 1,250トン 警備実施等強化巡視船
- CL112 ゆきつばき[1]：20m型巡視艇 26トン
- CL149 こしかぜ：20m型巡視艇 26トン

佐渡海上保安署
- CL139 ときくさ：20m型巡視艇 26トン

上越海上保安署
- PC44 たつぎり：23m型巡視艇 64トン

#### 伏木海上保安部
- PL04 やひこ[14]：1000トン型巡視船 1,250トン 救難強化巡視船
- PS203 のりくら：高速特殊警備船型巡視船 220トン
- CL68 たちかぜ：20m型巡視艇 26トン

#### 金沢海上保安部
- PL75 のと：1000トン型巡視船 1,250トン
- PL43 はくさん：高速高機能大型巡視船 770トン
- PC104 かがゆき：30m型巡視艇 88トン
- CL150 わしかぜ[2]：20m型巡視艇 26トン

#### 七尾海上保安部
- PC126 はまゆき：30m型巡視艇 100トン

能登海上保安署
- CL101 おぎかぜ[6]：20m型巡視艇 26トン

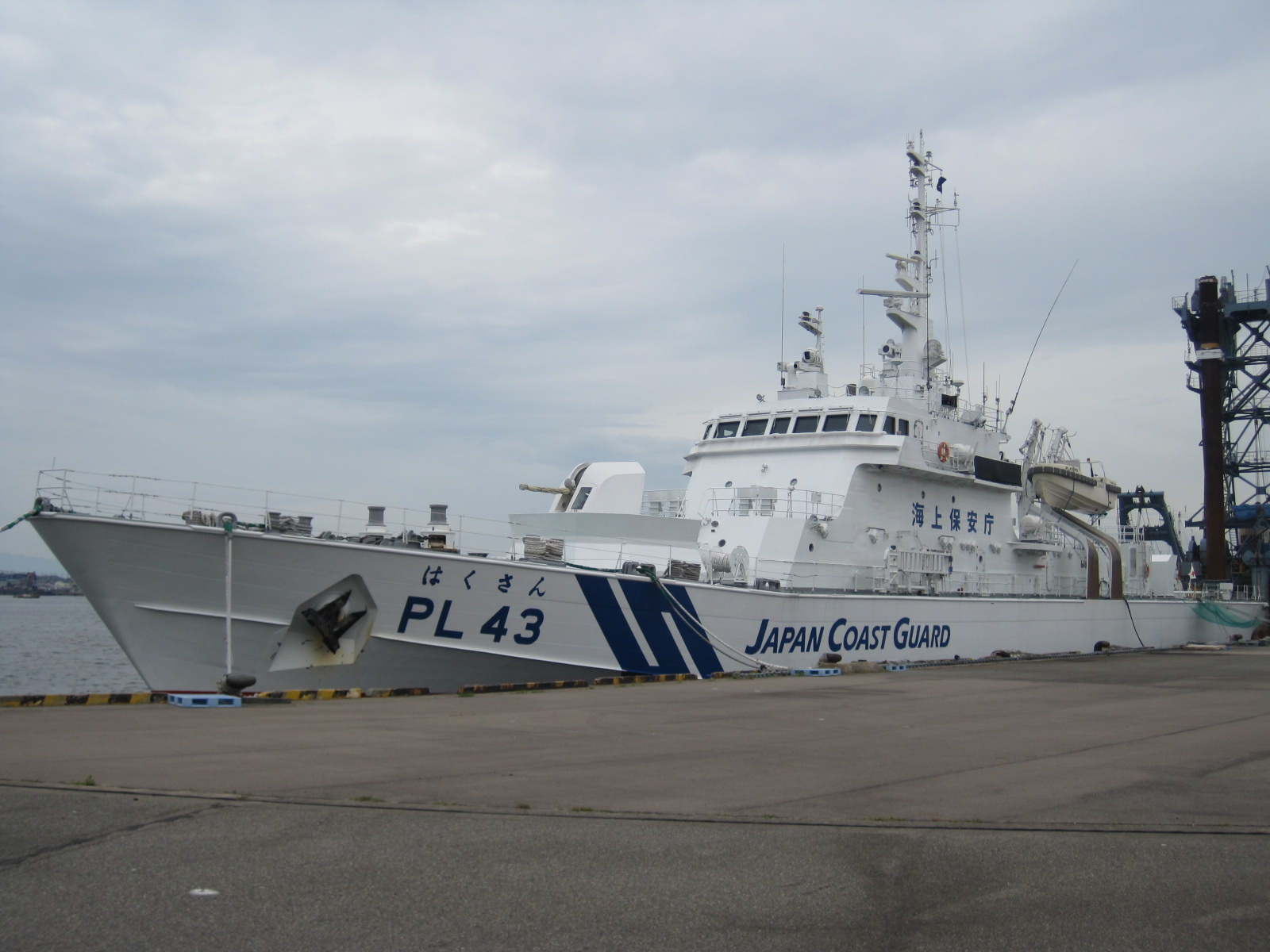
はくさん（PL43）
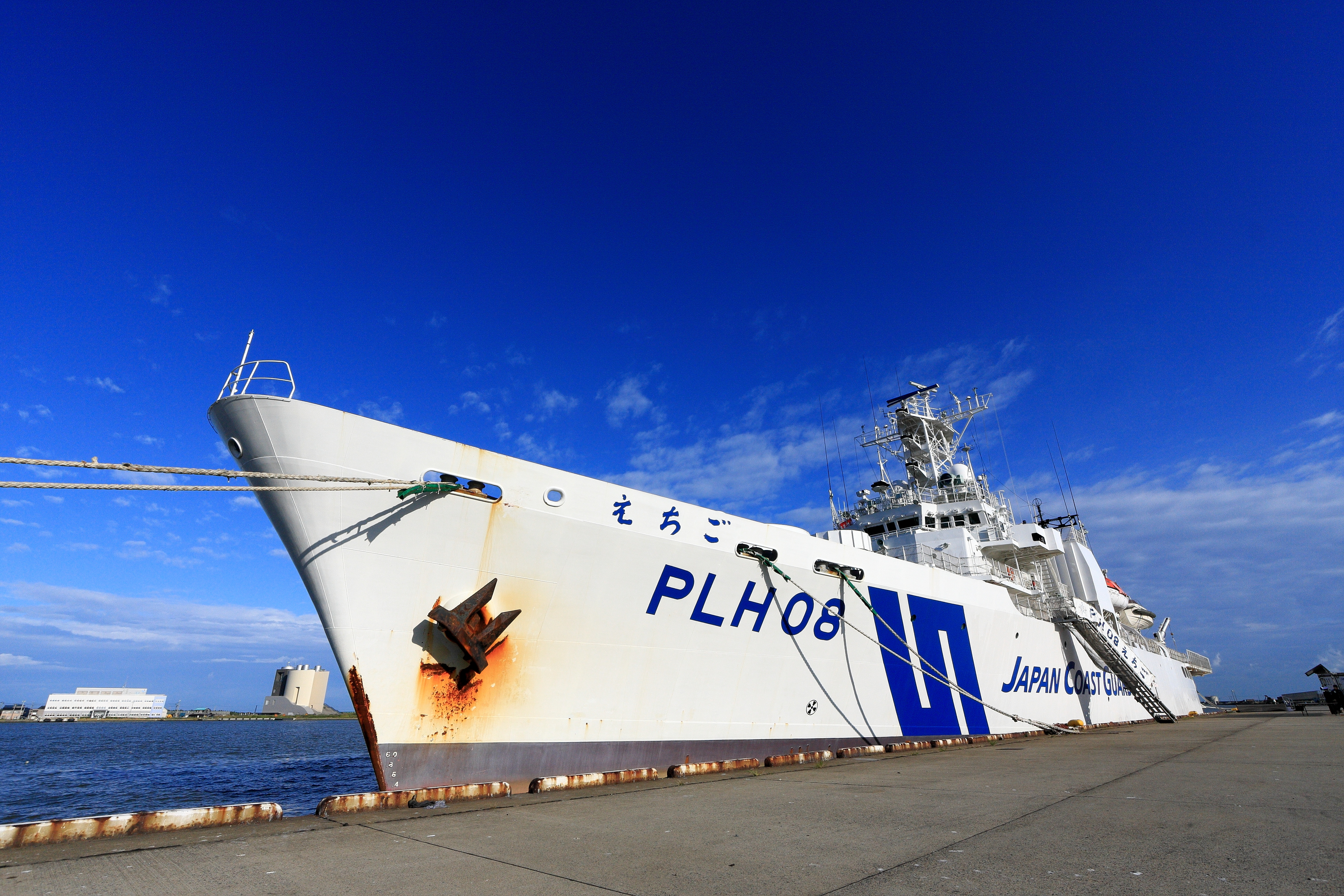
えちご(PLH08)
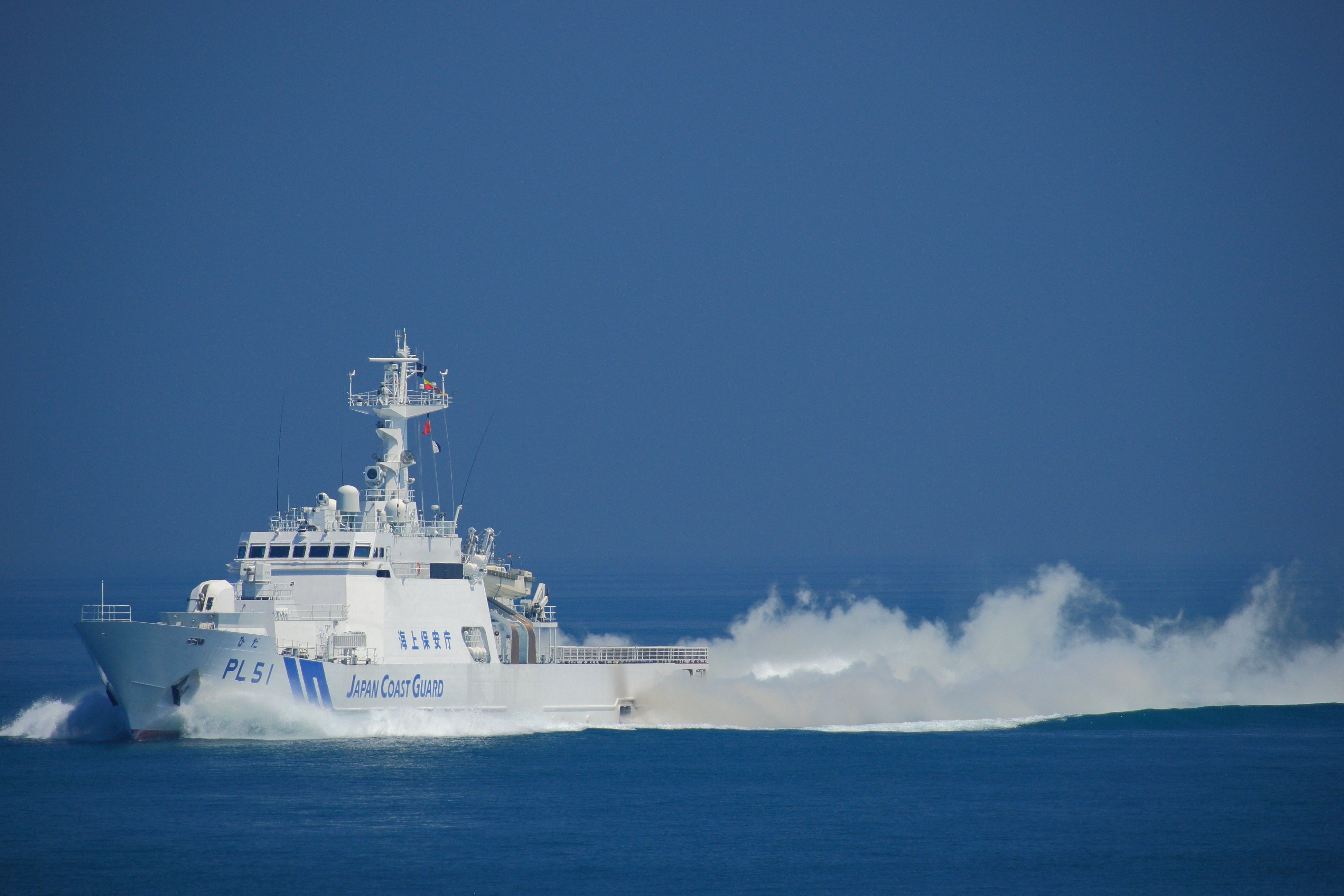
ひだ(PL51)
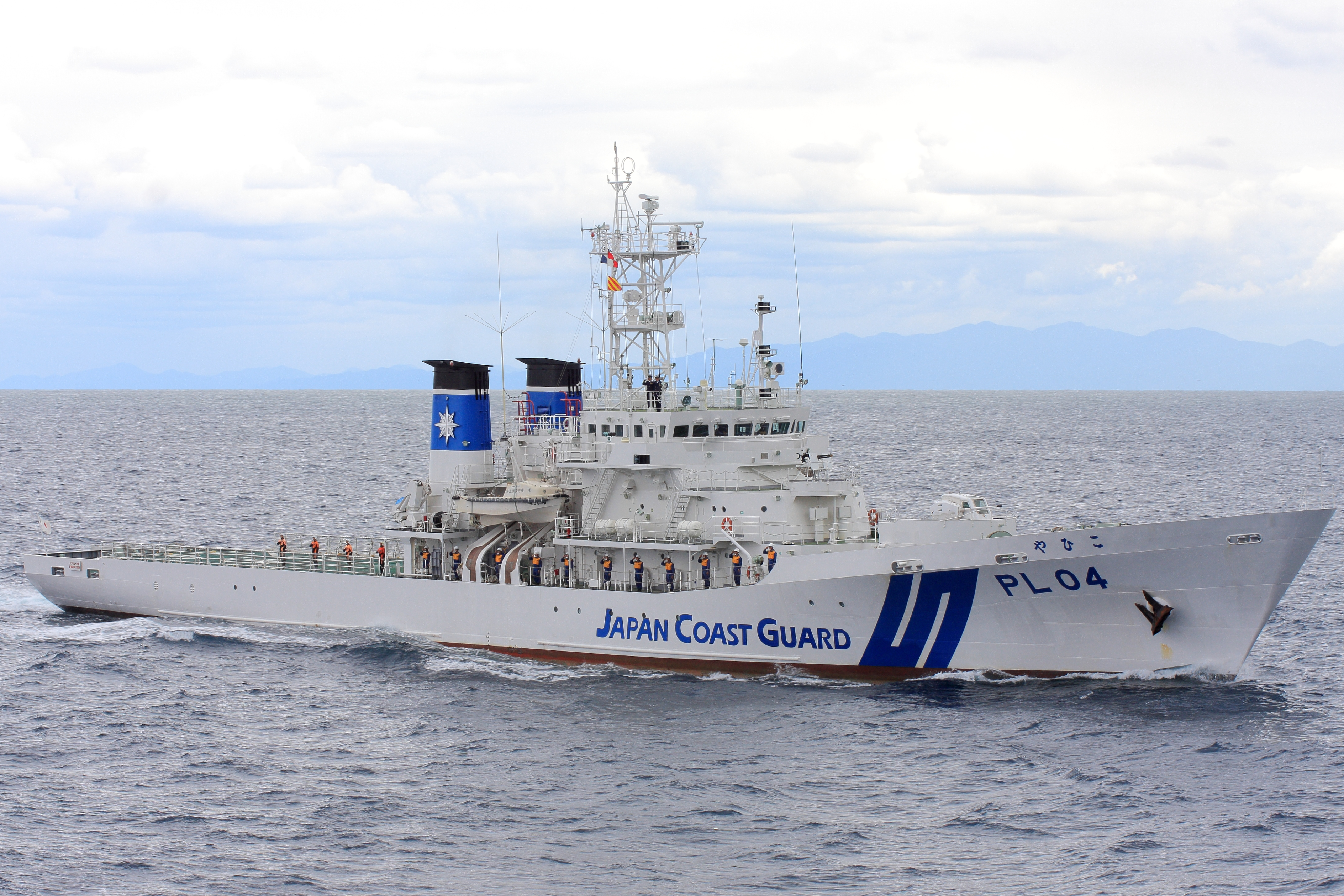
やひこ(PL04)
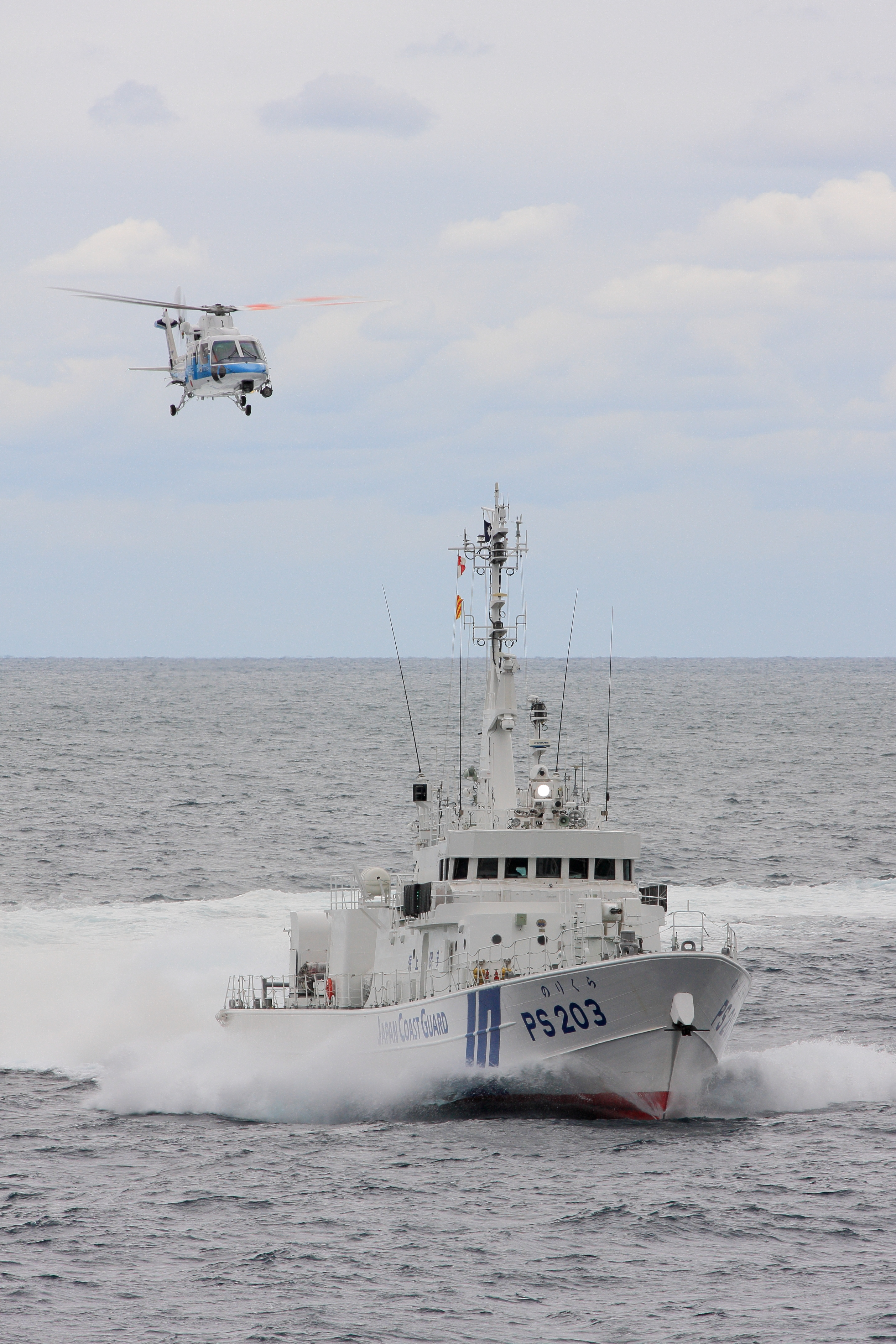
のりくら(PS203)とらいちょう(JA909A)

### 航空機
九管は固定翼機2機、回転翼機4機を保有している。

#### 新潟海上保安部（巡視船えちご）
回転翼機
- MH916 みさご：S-76D（えちご搭載機）

#### 新潟航空基地
固定翼機

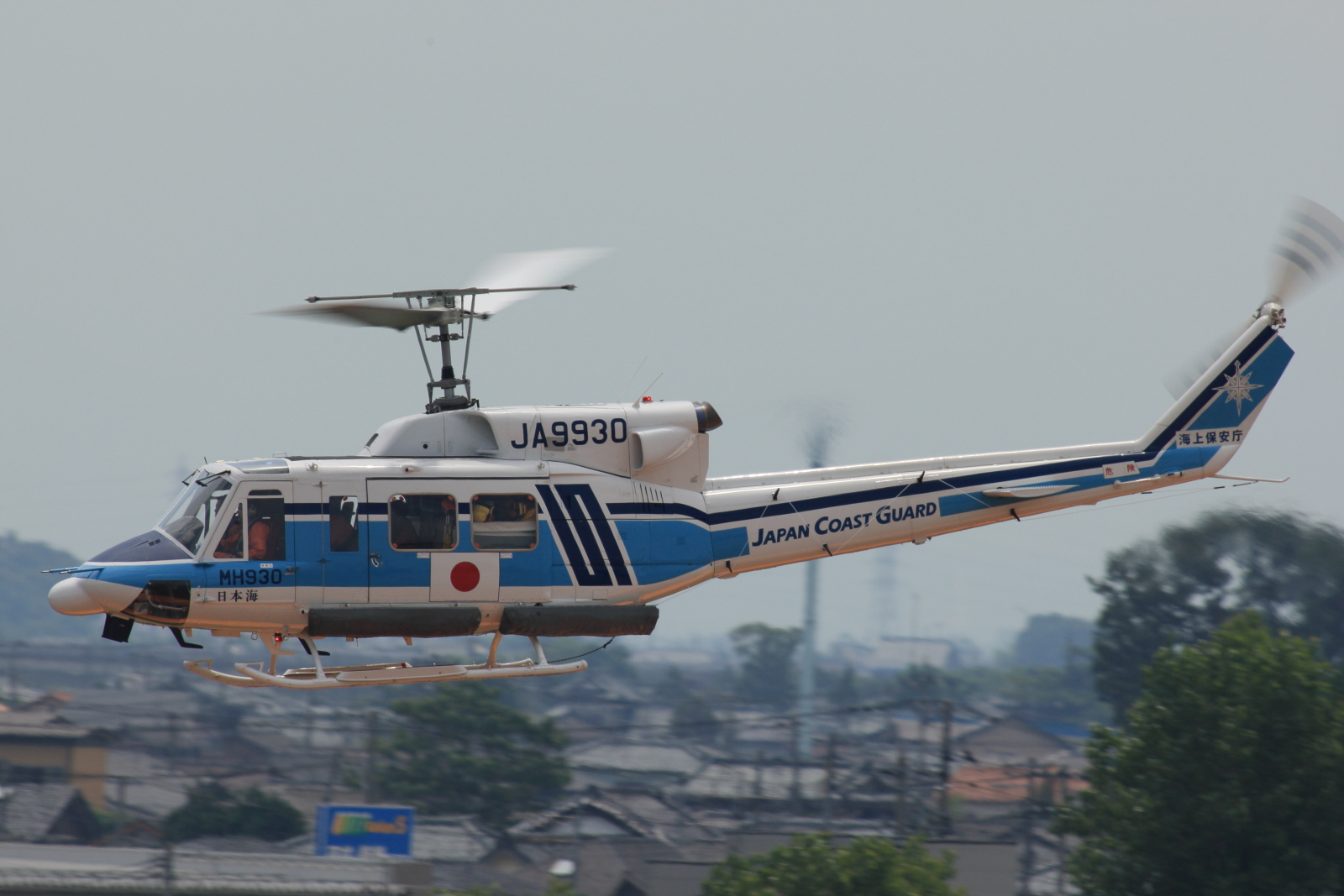
MH930 日本海
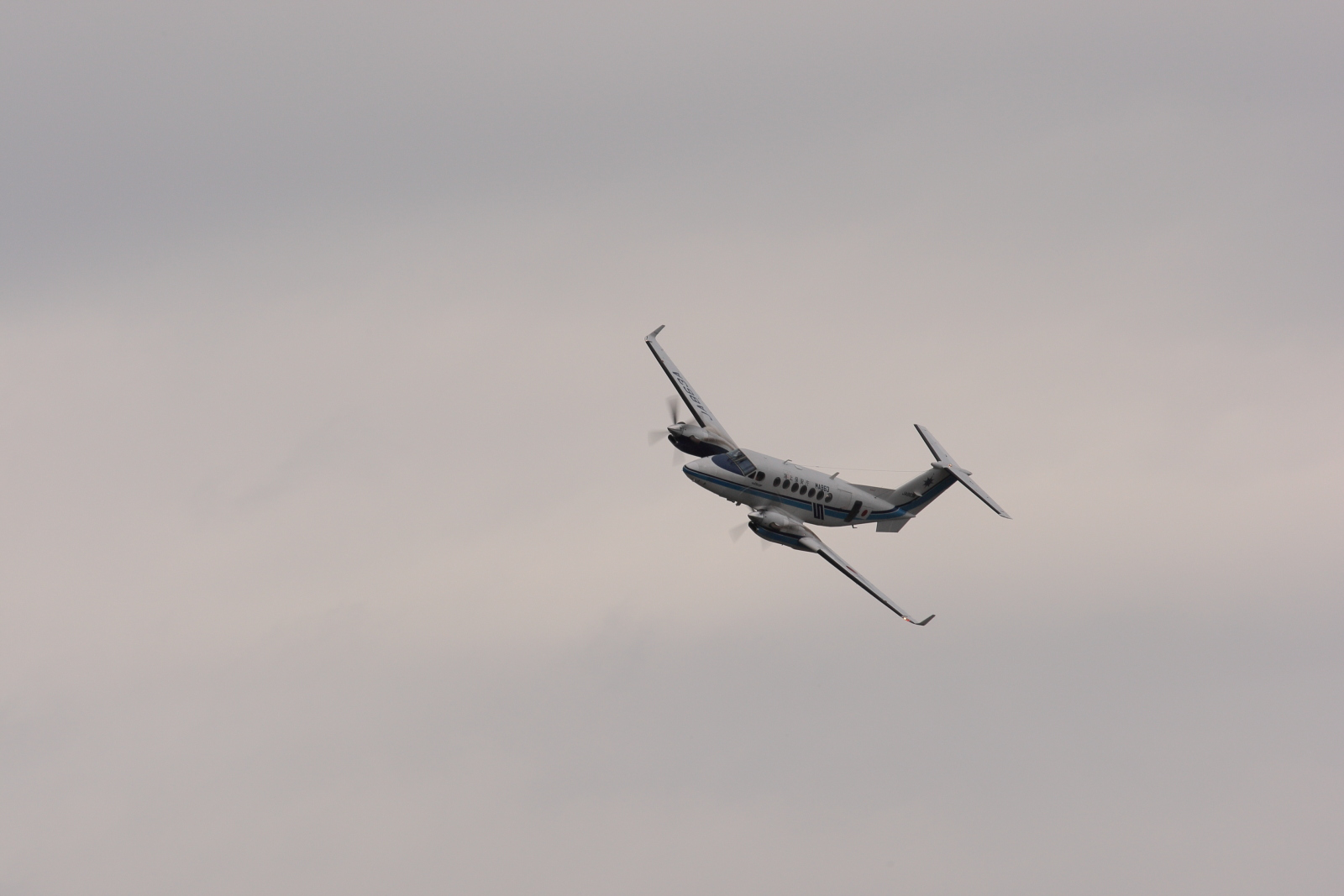
MA863 とき1号：ビーチ350
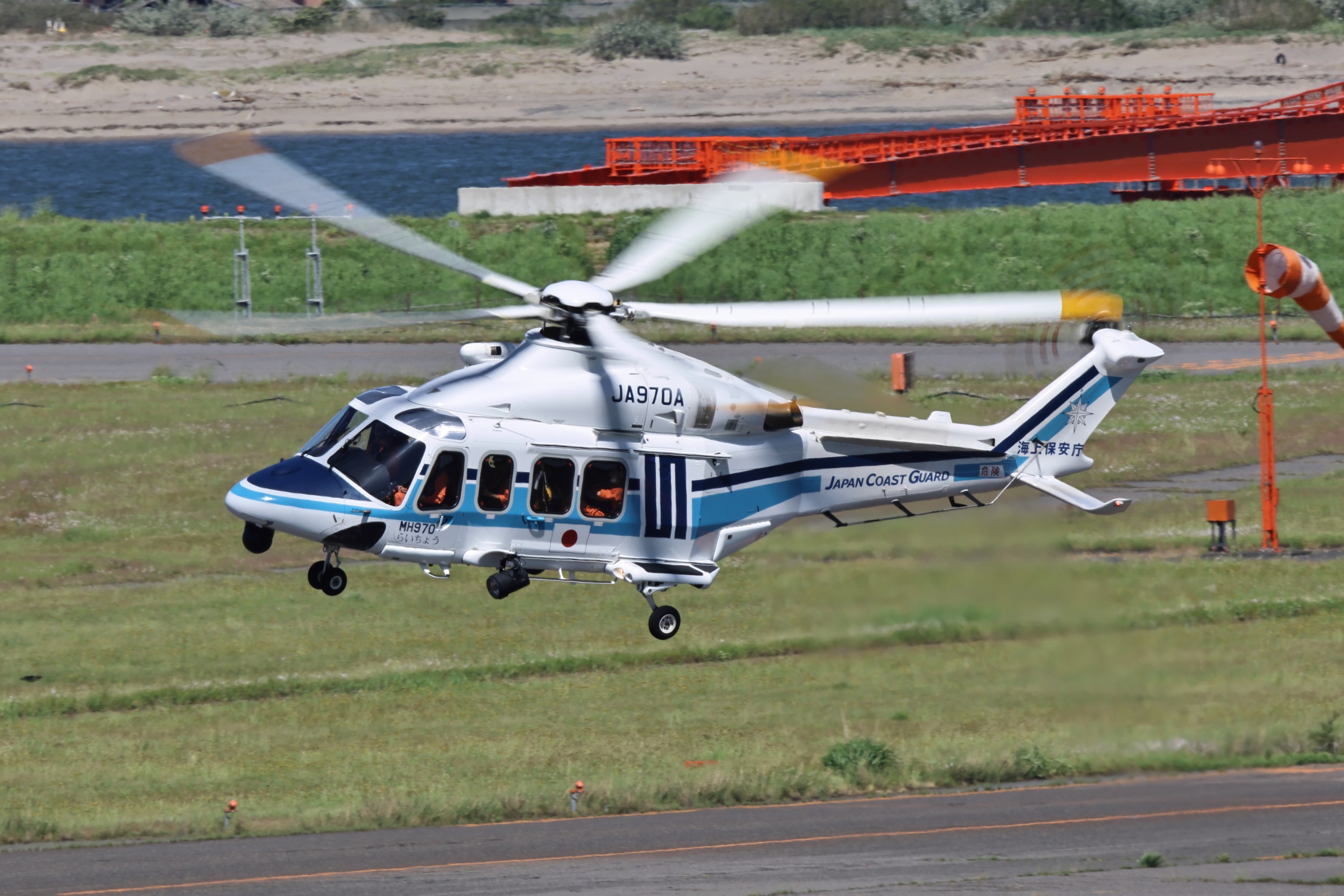
MH970　らいちょう2号

- MA864 とき2号：ビーチ350

回転翼機
- MH967 らいちょう1号：AW139
- MH970 らいちょう2号：AW139
- MH978 らいちょう3号：AW139

- MH930 日本海
- MA863 とき1号
- MH970　らいちょう2号